# Oppo
Oppo är en hemelektroniktillverkare som har sitt huvudkontor i Dongguan i Kina. Företaget började med tillverkning av DVD-spelare. Men sedan 2012 tillverkar de också mobiltelefoner. De flesta mobiltelefonerna som OPPO har tillverkat har antingen Android eller ColorOS.

## Modeller
Smarttelefonen Oppo Find 7 från 2014 har 13,0 megapixel. Man kan få en 50 megapixel bild genom att ställa in så kallad "HD-bild" och den tar 10 bilder på extremt kort tid, och väljer att kombinera ihop informationen från de 4 bästa. Processorn är på 2,5 GHz och den har 16/32 GB inbyggt lagringsutrymme och väger 171 g.
Oppo har många "series" då de har lanserat många "Budget phones", "Midrange phones" och "Flagship phones". Många av Oppos modeller lanseras bara i vissa länder.